# أنطونيو بيريز ديل هييرو
أنطونيو بيريز ديل هييرو (بالإسبانية: Antonio Pérez) (و. 1534 – 1611 م) هو سياسي، ودبلوماسي إسباني، توفي في باريس، عن عمر يناهز 77 عاماً.

## التعليم
تعلم في جامعة سلامنكا، وجامعة كومبلوتنسي ‏.